# Misumenops
Misumenops is een geslacht van spinnen uit de  familie van de Thomisidae (krabspinnen).

## Soorten
- Misumenops anachoretus (Holmberg, 1876)
- Misumenops armatus Spassky, 1952
- Misumenops bellulus (Banks, 1896)
- Misumenops biannulipes (Mello-Leitão, 1929)
- Misumenops bivittatus (Keyserling, 1880)
- Misumenops callinurus Mello-Leitão, 1929
- Misumenops candidoi (Caporiacco, 1948)
- Misumenops carneus Mello-Leitão, 1944
- Misumenops conspersus (Keyserling, 1880)
- Misumenops consuetus (Banks, 1898)
- Misumenops croceus (Keyserling, 1880)
- Misumenops cruentatus (Walckenaer, 1837)
- Misumenops curadoi Soares, 1943
- Misumenops dalmasi Berland, 1927
- Misumenops decolor (Kulczynski, 1901)
- Misumenops fluminensis Mello-Leitão, 1929
- Misumenops forcatus Song & Chai, 1990
- Misumenops gibbosus (Blackwall, 1862)
- Misumenops gracilis (Keyserling, 1880)
- Misumenops guianensis (Taczanowski, 1872)
- Misumenops haemorrhous Mello-Leitão, 1949
- Misumenops ignobilis (Badcock, 1932)
- Misumenops iners (Walckenaer, 1837)
- Misumenops khandalaensis Tikader, 1965
- Misumenops lacticeps (Mello-Leitão, 1944)
- Misumenops lenis (Keyserling, 1880)
- Misumenops longispinosus (Mello-Leitão, 1949)
- Misumenops maculissparsus (Keyserling, 1891)
- Misumenops melloleitaoi Berland, 1942
- Misumenops mexicanus (Keyserling, 1880)
- Misumenops morrisi Barrion & Litsinger, 1995
- Misumenops nepenthicola (Pocock, 1898)
- Misumenops ocellatus (Tullgren, 1905)
- Misumenops octoguttatus Mello-Leitão, 1941
- Misumenops pallens (Keyserling, 1880)
- Misumenops pallidus (Keyserling, 1880)
  - Misumenops pallidus reichlini Schenkel, 1949
- Misumenops paranensis (Mello-Leitão, 1932)
- Misumenops pascalis (O. P.-Cambridge, 1891)
- Misumenops punctatus (Keyserling, 1880)
- Misumenops rapaensis Berland, 1934
- Misumenops robustus Simon, 1929
- Misumenops roseofuscus Mello-Leitão, 1944
- Misumenops rubrodecoratus Millot, 1942
- Misumenops schiapelliae Mello-Leitão, 1944
- Misumenops silvarum Mello-Leitão, 1929
- Misumenops spinifer (Piza, 1937)
- Misumenops spinitarsis Mello-Leitão, 1932
- Misumenops spinulosissimus (Berland, 1936)
- Misumenops splendens (Keyserling, 1880)
- Misumenops temibilis (Holmberg, 1876)
- Misumenops temihana Garb, 2007
- Misumenops turanicus Charitonov, 1946
- Misumenops variegatus (Keyserling, 1880)
- Misumenops varius (Keyserling, 1880)
- Misumenops xiushanensis Song & Chai, 1990
- Misumenops zeugma Mello-Leitão, 1929
- Misumenops zhangmuensis (Hu & Li, 1987)